# Unica (Fluss)
Die Unica (deutsch Unz) ist ein Karstfluss in Slowenien.

## Verlauf
Die Unica beginnt am unterirdischen Zusammenfluss[2] von Pivka und Rak in der Planina-Höhle in der Innerkrain. Es handelt sich dabei um einen der größten Zusammenflüsse unterirdischer Fließgewässer in Europa.
Das Gewässer verlässt südlich der Ortschaft Planina (Gemeinde Pojna) die Höhle und mäandriert in nördlicher Richtung durch das Planina-Karstbecken in den Gemeindegebieten von Cerknica, Cerknica und Logatec.
Am Nordrand des Beckens versinkt das Wasser im Karst, fließt weitere 10 Kilometer unter der Erde, entspringt 142 Meter tiefer aus mehreren Quellen südlich von Vrhnika und wird von dort an Ljubljanica genannt.